# Röster från Södern
Röster från Södern är ett album av Peps Persson och Nisse Hellberg, släppt 1994 EMI. Albumet återutgavs 2002 av Capitol Records med två bonusspår, "Blues ABC" och "Stjärnan i mitt liv", båda med sång av Nisse Hellberg.

## Låtlista
1. "En man steg av båten" – 4:21
2. "Det är nå't magiskt med dej" – 3:25
3. "Explosiv" – 5:15
4. "Skuggan bakom dej" – 3:25
5. "M/S Colinda" – 3:46
6. "Herr Blues hälsar på" – 5:03
7. "Blues cocktail" – 3:22
8. "Blondin på villovägar" – 4:12
9. "Stjärnan i mitt liv" – 3:52
10. "Rum nr. 5" – 2:25
11. "Blues ABC" – 3:59
12. "Kasino Blues" – 3:26
13. "Ge mej lite harmoni" – 4:33

## Medverkande

### Musiker
- Nisse Hellberg – sång (spår 1, 2, 4, 5, 7, 8, 10, 12, 13), gitarr, munspel
- Peps Persson – sång (spår 3, 6, 9, 11), gitarr, munspel
- Niklas Medin – piano, hammondorgel
- Nikke Ström – basgitarr
- Håkan Nyberg – trummor
- Janne Erlandsson – tenorsaxofon, bakgrundssång
- Jonas Palm – tenorsaxofon, baritonsaxofon
- Bernt Andersson – dragspel
- Magnus Persson – percussion
- Ebba Forsberg, Maria Blom – körsång

### Produktion
- Nisse Hellberg – musikproducent
- Pontus Olsson – ljudtekniker, ljudmix
- Kjell Andersson – omslagsdesign
- Anders Thessing – foto

## Listplaceringar
| Lista (1994) | Topplacering |
| ------------ | ------------ |
| Sverige      | 1            |

### Fotnoter
1. ↑  ”Röster från Södern”. Hitparad. http://hitparad.se/showitem.asp?interpret=Nisse+Hellberg+%26+Peps+Persson&titel=R%F6ster+fr%E5n+s%F6dern&cat=a. Läst 16 november 2012.